# Resolució 1421 del Consell de Seguretat de les Nacions Unides
La Resolució 1421 del Consell de Seguretat de les Nacions Unides fou adoptada per unanimitat el 3 de juliol de 2002. Després de recordar totes les resolucions anteriors sobre el conflicte a l'antiga Iugoslàvia, particularment les resolucions 1357 (2001), 1418 (2002) i 1420 (2002), el Consell, actuant en virtut de Capítol VII de la Carta de les Nacions Unides, va ampliar el mandat de la Missió de les Nacions Unides a Bòsnia i Hercegovina (UNMIBH) i va autoritzar la continuació de la Força d'estabilització fins al 15 de juliol de 2002.
Igual que amb la Resolució 1420 (2002), els Estats Units van expressar la seva preocupació pels "processos polititzats" dels seus mantenidors de la pau abans de la Cort Penal Internacional (CPI), país que no acceptava ni la seva jurisdicció ni l'Estatut de Roma que va entrar en vigor l'1 de juliol de 2002. L'extensió del mandat de la UNMIBH va permetre més temps per a les consultes sobre immunitat per al personal de les Nacions Unides que eren nacionals de països que no reconeixien la CPI.